# Membre de Villeconin
Le membre de Villeconin appartenait à la commanderie de Chauffour des Hospitaliers de l'ordre de Saint-Jean de Jérusalem

## Histoire
En 1185, en règlement à l'amiable d'un conflit entre les chanoines de Notre-Dame de Chartres et les Hospitaliers, Rainaud II, évêque de Chartres, donne la paroisse de Villeconin , qui la tiendra jusqu'à la Révolution française en échange de l'abandon par les Hospitaliers de construire une église et un cimetière en la ville de Chartres,,.
En 1215, la chapelle de Fourchainville, qui dépendait de l'église de Villeconin avec des terres et des rentes, est donnée par Guillaume Menier, châtelain d’Étampes, en échange de la faire desservir par un prêtre de l'Ordre,.
En 1372, le fiel de Vausalmon est donné par Jean de Prelle, écuyer au membre de Villeconin.

## Sources
- Eugène Mannier, Les commanderies du grand prieuré de France d'après les documents inédits conservés aux archives nationales à Paris, Paris, 1872 (lire en ligne)